# آب‌انبار حاجی شیخ
آب‌انبار حاجی شیخ مربوط به دوره پهلوی است و در اردکان، جاده سنتو، جنب صنایع چوب و فلز (چوفا) واقع شده و این اثر در تاریخ ۲۷ بهمن ۱۳۸۷ با شمارهٔ ثبت ۲۴۷۳۷ به‌عنوان یکی از آثار ملی ایران به ثبت رسیده‌است.